# フライト・ディレクター
フライト・ディレクター（英語：flight director, FD）とは、所望の飛行経路に沿って飛行するための機体姿勢を、姿勢指示器に重ねて表示する飛行計器である。 

## 説明
フライト・ディレクターは、選択された飛行経路に沿って飛行するため、機体に適用すべき適正なピッチ角およびバンク角を計算し、表示する。  

単純な例を挙げると、次のとおりである。 
まず、機体がヘディング45度、高度FL150、計器速度260ノットで飛行しており、フライト・ディレクターの2つのバーがそれぞれ中央に位置しているものとする。
次に、ヘディングが90度、高度がFL200に設定されたとする。この場合、機体は、右に旋回し、かつ上昇しなければならない。
すると、ロール・バーが右寄りに表示され、ピッチ・バーが上寄りに表示される。パイロットは、この表示に従い、操縦桿を引きながら右に倒す（回す）ことになる。
機体が適切なバンク角に達すると、ロール・バーは中央に戻り、翼が水平になるようにロールを戻す時（ヘディングが90度に達した時）まで中央に保たれる。
機体が高度FL200に達すると、フライト・ディレクターのピッチ・バーが下側に移動し、水平飛行に移行するため、機首を下げるように指示する。

一般的にフライト・ディレクターは、オートパイロットと直接リンクさせて用いられる。この場合、飛行経路に沿って飛行するための姿勢になるように、フライト・ディレクターがオートパイロットに指示を与えることなる。このフライト・ディレクターとオートパイロットの間のリンクは、自動着陸のための進入（対地高度200フィート以下）、またはILSカテゴリーIIおよびカテゴリーIIIによる計器進入で用いられることが多い。 

フライト・ディレクターの表示器の形状には、計器の形式に応じ、さまざまなものが存在する。  